# Anemone drummondii
Anemone drummondii là một loài thực vật có hoa trong họ Mao lương. Loài này được S.Watson mô tả khoa học đầu tiên năm 1880.

## Hình ảnh

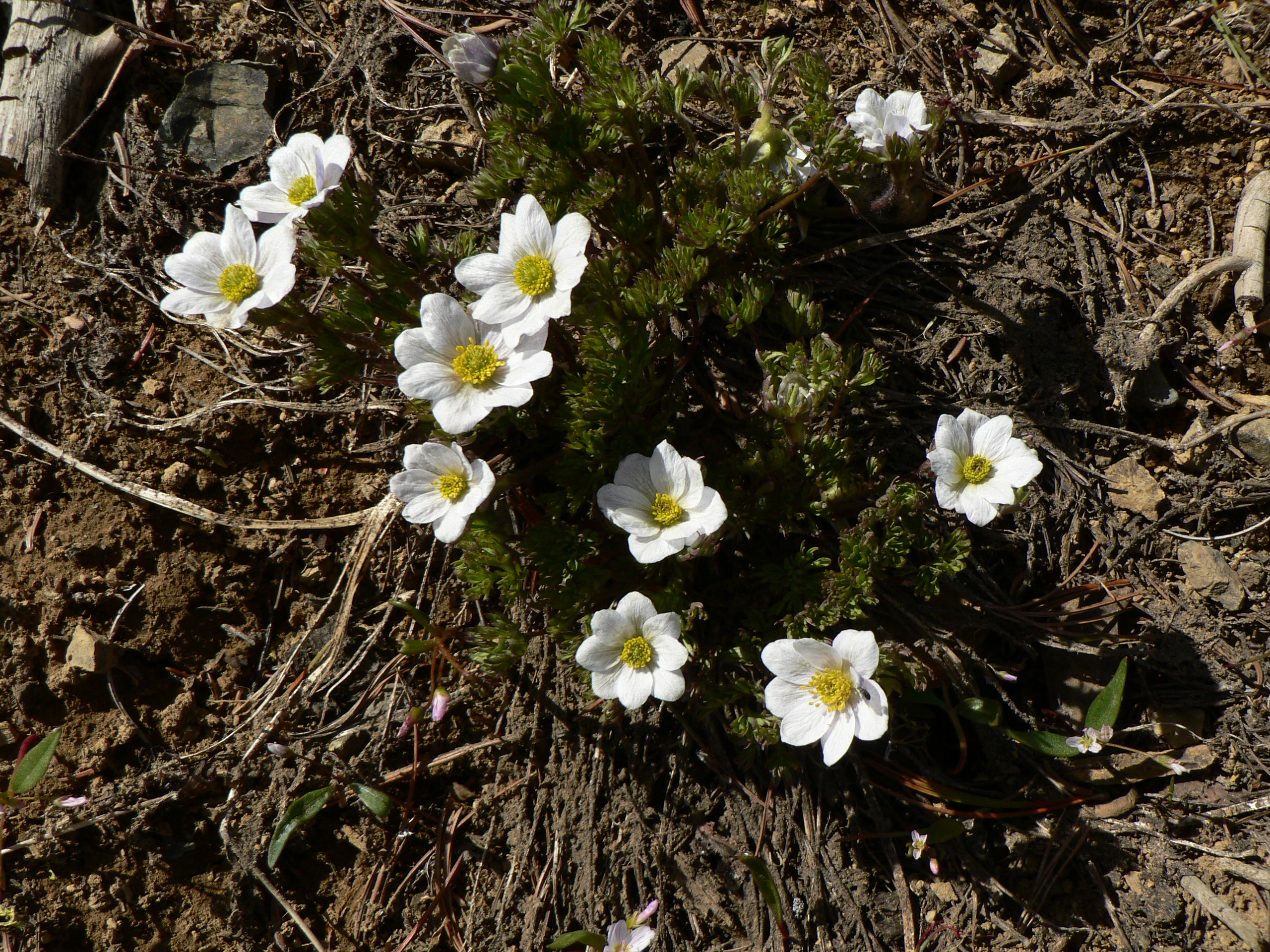
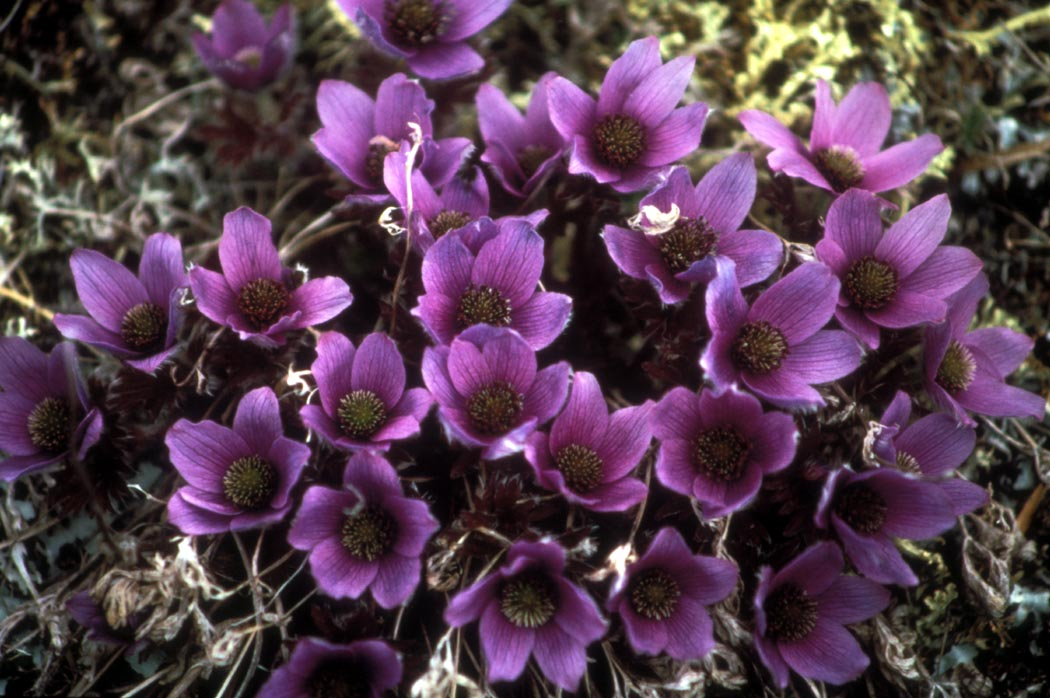
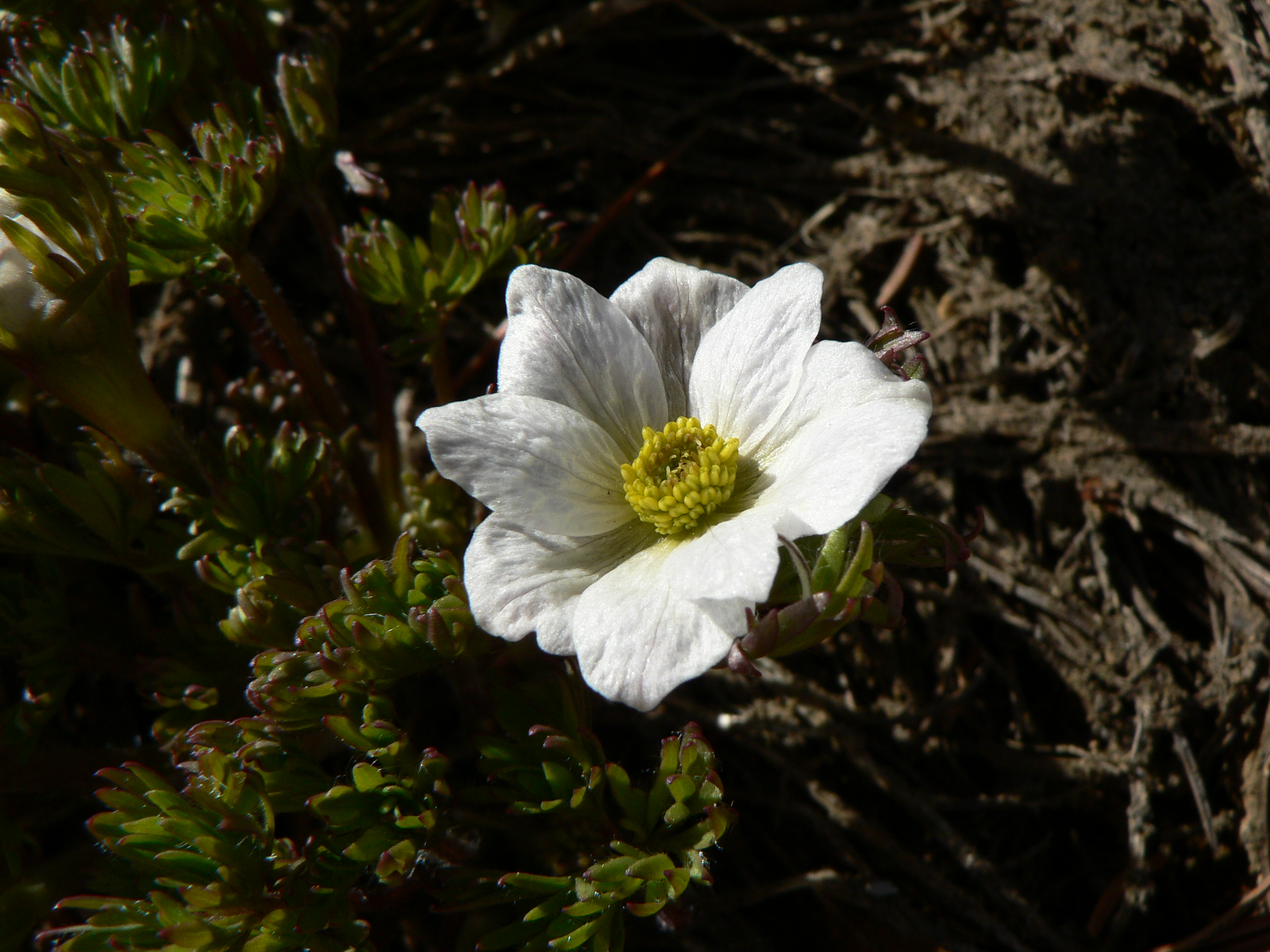
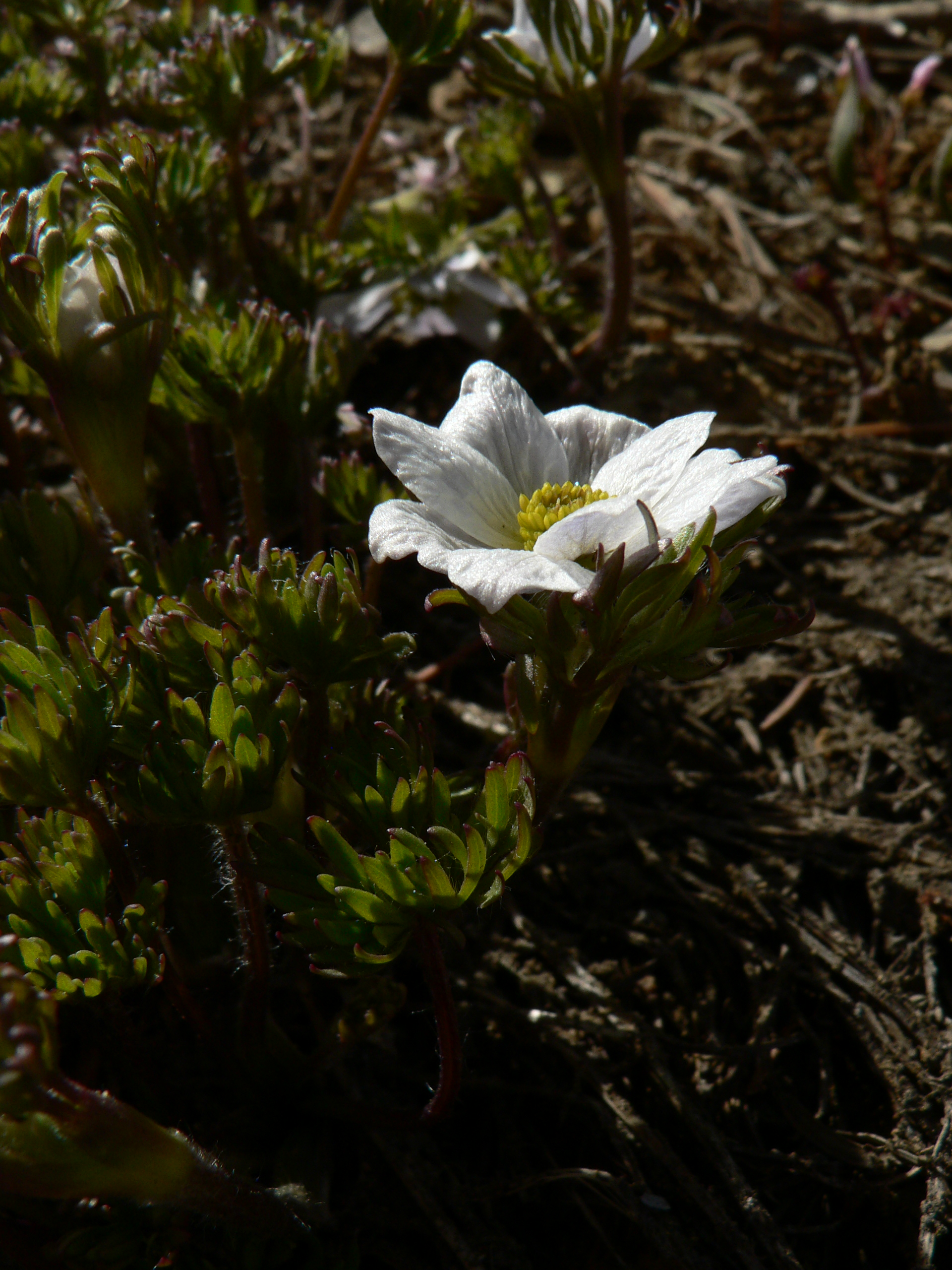